# Girls Want Girls
Girls Want Girls è un singolo del rapper americano-canadese Drake, pubblicato il 28 settembre 2021 come secondo estratto dal sesto album in studio Certified Lover Boy.

## Descrizione
Terza traccia del disco, caratterizzata dalla partecipazione del rapper statunitense Lil Baby, Girls Want Girls è stata descritta come una nuova versione in chiave R&B trap di Time Flies, brano di Drake incluso in Dark Lane Demo Tapes del 2020.

## Controversie
Il brano ha ricevuto critiche per una strofa contenente un riferimento al lesbismo, portando Drake ad essere accusato di «strumentalizzare» le donne queer e di non prendere seriamente la comunità LGBT.

## Classifiche
| Classifica (2021) | Posizione massima |
| ----------------- | ----------------- |
| Australia         | 2                 |
| Austria           | 17                |
| Belgio (Fiandre)  | 49                |
| Belgio (Vallonia) | 48                |
| Canada            | 8                 |
| Danimarca         | 4                 |
| Francia           | 12                |
| Germania          | 94                |
| Grecia            | 8                 |
| India             | 11                |
| Irlanda           | 3                 |
| Islanda           | 9                 |
| Italia            | 33                |
| Lituania          | 10                |
| Norvegia          | 11                |
| Nuova Zelanda     | 2                 |
| Paesi Bassi       | 11                |
| Portogallo        | 7                 |
| Regno Unito       | 2                 |
| Repubblica Ceca   | 28                |
| Singapore         | 17                |
| Slovacchia        | 22                |
| Spagna            | 89                |
| Stati Uniti       | 2                 |
| Sudafrica         | 2                 |
| Svezia            | 11                |
| Svizzera          | 8                 |
| Ungheria          | 22                |

## Date di pubblicazione
| Paese                 | Data              | Formato                | Nota   |
| --------------------- | ----------------- | ---------------------- | ------ |
| Svezia                | 3 settembre 2021  | Contemporary hit radio | [ 6 ]  |
| Stati Uniti d'America | 28 settembre 2021 | Rhythmic contemporary  | [ 21 ] |